# Sághy Marianne
Sághy Marianne (Budapest, 1961. szeptember 7. – Budapest, 2018. szeptember 21.) magyar középkorász, az ELTE és a Közép-európai Egyetem tanára, a történelemtudomány kandidátusa, a Magyar Patrisztikai Társaság és a Magyar Hagiográfiai Társaság alapító tagja, az utóbbi elnöke.

## Tanulmányai
A Szilágyi Erzsébet Gimnáziumban megszerzett érettségi után az egyetem francia-történelem szakán tanult, és már kezdettől fogva a középkor iránti érdeklődése határozta meg a pályáját. Sz. Jónás Ilona és H. Balázs Éva közeli tanítványaként figyelme a késő középkori francia civilizáció felé fordult. ELTE BTK történelem-francia 1979–1985, MTA tudományos továbbképzési ösztöndíjas 1986–1987, Oxford University ösztöndíjasa 1989–1993, Princeton University doktori ösztöndíjasa (Ph.D.: 1998), a párizsi Magyar Intézet tudományos titkára 1999–2003.

## Szakterületei
- Késő antik és középkori társadalom- és vallástörténet
- Hagiográfia

## Kutatási témái
- A mártírkultusz Rómában a IV. században
- Emlék és közösség
- Püspök és város a késő antikvitásban

## Kötetei
- Versek és vértanúk. A római mártírkultusz Damasus pápa korában, 366-384; Damasus epigrammáit ford. Bartók Gertrud, Rihmer Zoltán; Hungarus Paulus–Kairosz, Bp., 2003 (Catena. Monográfiák, 3.)
- Isten barátai. Szent és szentéletrajz a késő antikvitásban; Bp., Kairosz, 2005 (Catena. Monográfiák, 7.)
- Férfi és nő az ókori kereszténységben. Válogatás a Magyar Patrisztikai Társaság XII. konferenciáján elhangzott előadások szerkesztett változataiból; szerk. D. Tóth Judit, Sághy Marianne; Szt. István Társulat, Bp., 2015 (Studia patrum)
- Szent Márton, Krisztus katonája; Szombathely, Szülőföld Kiadó, 2018
- Földi és égi szeretet. Tanulmányok Szent Ágoston Vallomásairól; Bp., Kairosz, 2019 (Catena. Monográfiák, 20.)

## Publikációi
- https://vm.mtmt.hu/search/slist.php?nwi=1&inited=1&ty_on=1&url_on=1&cite_type=2&orderby=3D1a&location=mtmt&stn=1&AuthorID=10009869&jelleg=1,2,3,4,5,6,7%5B%5D